# Fliegerhorst Markersdorf

i7
i11
i13

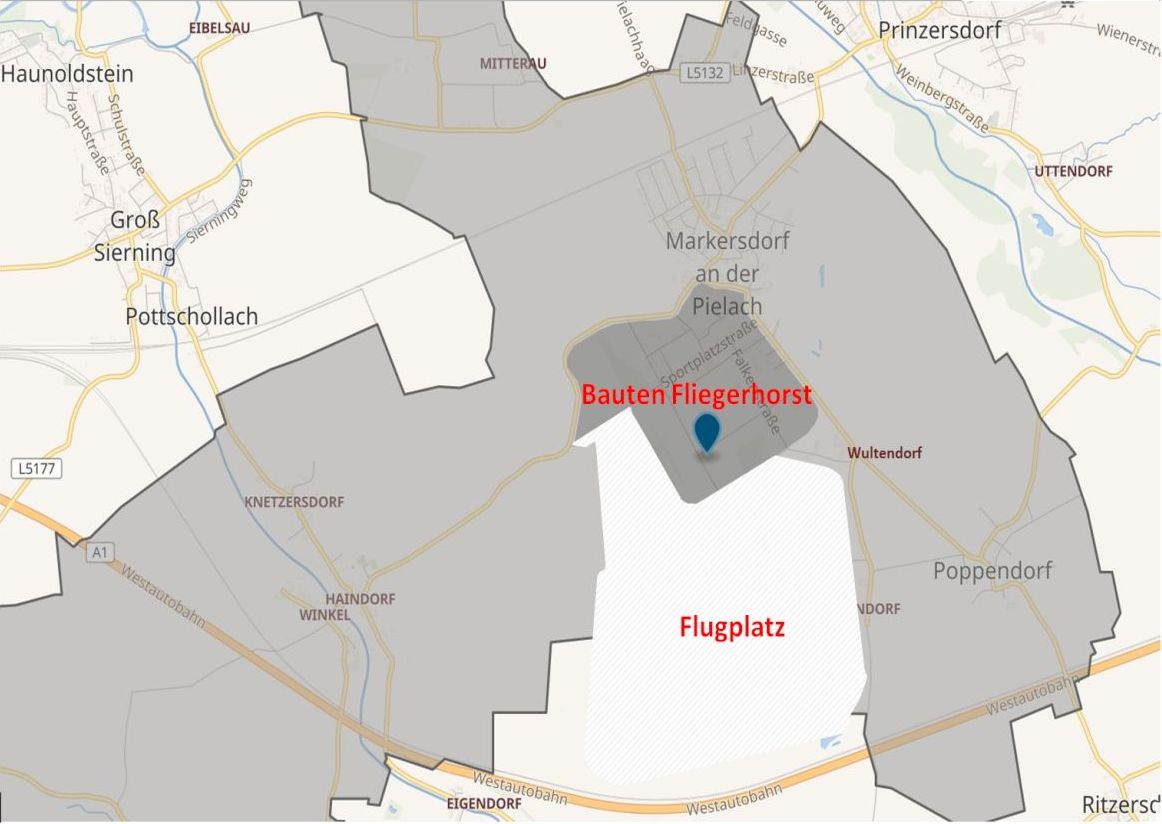
Ungefähre Lage des ehemaligen Fliegerhorst Markersdorf in Niederösterreich

Der Fliegerhorst Markersdorf war von 1939 bis 1945 ein Militärflugplatz der Luftwaffe der deutschen Wehrmacht in der Gemeinde Markersdorf an der Pielach bei St. Pölten, Niederösterreich. Markersdorf an der Pielach ist heute eine von zehn Ortschaften der Marktgemeinde Markersdorf-Haindorf.

## Fliegerhorst
An den Fliegerhorst erinnert heute noch in Markersdorf eine von Südosten nach Nordwesten, in Richtung zum ehemaligen Gelände des Fliegerhorstes verlaufende, etwa 350 Meter lange, Straße, die Fliegerhorststraße sowie mehrere Bunker- und Fundamentreste, etwa jener eines Flugzeugschießstandes östlich von Markersdorf.

### Geschichte
Im Jahr 1937 wurde unter der austrofaschistischen Diktatur vom damaligen österreichischen Bundesheer in Markersdorf ein Militärflughafen geplant und Vermessungen durchgeführt. Nach dem Anschluss Österreichs an das Nationalsozialistische deutsche Reich wurden diese Planungen und Vorarbeiten von der Wehrmacht wieder aufgenommen. Am 13. Mai 1939 erfolgte der Spatenstich durch den für die Luftwaffe zuständigen Reichsminister Hermann Göring im Rahmen eines groß angelegten Festaktes. Bald darauf wurden die ersten Bauarbeiten begonnen. Als am 20. April 1945 die Wehrmacht den Fliegerhorst fluchtartig verließ, wurden viele Anlagen gesprengt und vom nachrückenden russischen Militär noch weiter zerstört. In der Nachkriegszeit wurde das Gelände wieder weitgehend der Landwirtschaft zugeführt. Ruinen sollen heute noch teilweise zu sehen sein.

### Lage und Ausdehnung
Der Fliegerhorst Markersdorf liegt an der südlichen Gemeindegrenze von Markersdorf zur West Autobahn (A1/E60/E55/E52) hin in einer Höhe von etwa 255 m ü. A. Der Fliegerhorst nahm eine Fläche von etwa 640 Hektar ein und bildete ein unregelmäßiges Polygon. Ca. 60 Hektar des gesamten Geländes im Norden waren mit acht Kasernen, einer Halle für Flugzeugreparaturen, fünf Hangars, zwei Heizhäusern, Kraftfahrzeughallen mit Werkstätten, Wirtschaftsgebäude mit Küche, einem Kino und einer Poststation sowie Verwaltungs- und Ausbildungstrakt sowie in der Folge eine Flugzeugfertigung verbaut. 1942 wurden in Markersdorf selbst vier Wohnblöcke mit 68 Wohnungen und 17 Mansardenwohnungen errichtet. Das Flugfeld selbst war mit einer Grasnarbe befestigt, nur ein kleiner Bereich vor den Hangars war betoniert.
Er ist vom Zentrum von Markersdorf etwa 800 Meter Luftlinie entfernt. Von Wultendorf etwa 400 Meter und von Haindorf etwa 1700 Meter.

### Betrieb

#### Allgemein
Durch den Fliegerhorst wurden in der strukturschwachen Region Arbeitsplätze geschaffen und die Wirtschaft angekurbelt, da die dort tätigen Personen versorgt werden mussten. Der Fliegerhorst hatte etwa einen Personalstand von 2500 bis 3000 Personen (Soldaten des fliegenden Personals und des Bodenpersonals. Das militärische Bodenpersonal bestand aus Wachmannschaften, Mechanikern, Feuerwehrmännern etc., sowie zivile Werkarbeiter, Verwaltungspersonal, Funker und Küchenpersonal etc.). Zu Kriegsbeginn 1939 gab es in Markersdorf daher keine Arbeitslosen mehr. Am Fliegerhorst wurde auch eine Angorakaninchenzucht betrieben, deren Fell zur Fütterung der Pilotenkleidung verwendet wurde. Es wurde auch eine mechanische Lehrwerkstatt für ca. 15 bis 20 Lehrlinge betrieben.
1941 wurde im westlichen Teil des Fliegerhorstareals ein aus fünf Baracken bestehendes Kriegsgefangenenlager errichtet, die Internierten mussten in der Landwirtschaft arbeiten und eingezogene einheimische Kräfte ersetzen.

#### Militärischer Betrieb
Der Fliegerhorst Markersdorf unterstand organisatorisch als Teil der Bodenorganisation dem am 1. Juli 1938 gegründeten Luftgau-Kommando XVII. Die Flugzeugführerschule A/B 72 wurde am 22. Februar 1940 von Detmold nach Markersdorf verlegt und wurde dort ab 1943, bis zu ihrer Verlegung am 11. Mai 1944 nach Schwerin, unter der Bezeichnung „Höheres Flieger Ausbildungskommando 17“ geführt. Der Fliegerhorst diente somit während des Krieges vor allem als Ausbildungs- und Trainingsbasis und für Testflüge für die Luftwaffe und Erholungsort sowie untergeordnete Produktionsstätte. 1944 betrug die durchschnittliche Lebenserwartung eines Fliegers nach der Ausbildung etwa drei Monate.
Erst gegen Ende des Zweiten Weltkrieges diente der Fliegerhorst Markersdorf, neben anderen auf österreichischem Gebiet liegenden Fliegerhorsten, im Rahmen der sogenannten „Reichsverteidigung“ als Kampfbasis (siehe auch: Totaler Krieg).
Durch die Überschreitung der damaligen Reichsgrenze durch die Roten Armee am 29. März 1945 bei Klostermarienberg im Burgenland wurde die militärische Situation grundlegend geändert. Die Rote Armee erreichte bereits in der Nacht zum 15. April 1945 St. Pölten und die Front kam am 16. April 1945 bei Gerersdorf, nahe Markersdorf, kurz zum Stehen. Diese Umstände hatten für den Fliegerhorst chaotische Zustände zur Folge.

### Bombardements und Beschädigungen
Der Fliegerhorst wurde am 8. Juli 1944, am 26. Juli 1944 und am 23. August 1944 bombardiert, wobei auch Gebäude im Ort selbst und den umliegenden Gemeinden zum Teil vollständig zerstört wurden.
Der erste Luftangriff sollte die Ziegelei im nahe gelegenen Feilendorf zerstören, der Angriff verfehlte jedoch das Ziel und einige Bomben trafen das Areal des Fliegerhorsts. Es wurden eine Halle und vor allem das Kriegsgefangenenlager zerstört. Der zweite Angriff am 26. Juli 1944 und am 23. August 1944 trafen den Fliegerhorst. Es wurden Gebäude, Flugzeuge und Teile des Rollfeldes zerstört. Todesopfer gab es vor allem beim ersten und dritten Angriff.

## Widerstandsgruppe
Anfang 2015 wurde anhand eines Opferfürsorgeantrages vom 18. Juli 1946 der Antonia Kraushofer im Niederösterreichischen Landesarchiv in St. Pölten festgestellt, dass eine Widerstandsgruppe aus Wehrmachtsangehörigen im Fliegerhorst Markersdorf bestand und anhand dieses Fürsorgeantrages konnte die Geschichte der Gruppe grundsätzlich nachvollzogen werden. Diese Widerstandsgruppe war als solche bislang nicht mehr bekannt.
Ziel der Widerstandsgruppe war es Gleichgesinnte zu finden und, wenn sich die Front nähert, Brücken, sowie Bahnanlagen, welche sich in der Nähe befinden, vor der Zerstörungen zu retten. Hierzu wurde im Herbst 1944 beschlossen, einen geheimen Stützpunkt in einem Forsthaus bei der Ruine der Burg Hohenegg einzurichten und in der Folge auch eingerichtet sowie Erdbunker zum Schutz von Personen, für Waffen, Verpflegung und anderes errichtet.
Leiter der Widerstandsgruppe war Johann Grimm. Er bezifferte die Gruppengröße Anfang 1945 mit ungefähr 25 Männern, von denen neun, einschließlich seiner Person, den Kern der Gruppe bildeten. Weitere namentlich bekannte Gruppenmitglieder waren:
- Unteroffizier Josef Fischer aus Markersdorf (* 1907, am 3. Mai 1945 in Amstetten standrechtlich erschossen),
- Hauptfourier Felix Kromp,
- Obergefreiter Karl Kraushofer (am 3. Mai 1945 in Amstetten standrechtlich erschossen),
- Ignaz Handl
- Johann Scherer (St. Pölten),
- Friedrich Plachy aus Hafnerbach im Dunkelsteinerwald und
- Alois Kattinger aus Haunoldstein (am 3. Mai 1945 in Amstetten standrechtlich erschossen).[20]

Durch die chaotischen Zustände innerhalb der Wehrmacht und die Fluchtbewegungen, nachdem sich die Rote Armee Markersdorf näherte, konnten nur etwa acht Personen der Widerstandsgruppe den Erdbunker bei der Burg Hohenegg erreichen. Am 30. April 1945 fand eine 15 Mann starke Wehrmachtsstreife den Bunker und verhaftete eine Person und in weiterer Folge wurden vier weitere Männer bei einer nahe gelegenen Lichtung ebenfalls verhaftet. Felix Kromp und Friedrich Plachy gelang nach ihrer Verhaftung die Flucht. Johann Scherer soll bereits einige Tage zuvor bei einem Verpflegungsgang verhaftet und nach Amstetten gebracht worden sein. Josef Fischer, Karl Kraushofer und Alois Kattinger gelang die Flucht nicht und sie wurden nach Amstetten gebracht, dem Standgericht des Luftgaukommandos XVII übergeben, welches sie am 3. Mai 1945 um 15:00 Uhr wegen Fahnenflucht zum Tod durch Erschießen um 17:00 Uhr verurteilte. Die Ermordung fand in einem Wald im nahe gelegenen Ort Ardagger durch ein Erschießungskommando statt und sie wurden an Ort und Stelle begraben.

## Trivia
Der Fliegerhorst Markersdorf verfügte über eine eigene Fußballmannschaft im Rahmen des Luftwaffensportverein (LSV) Markersdorf. Ein solcher Verein war für die Wehrmacht ein attraktives Prestigeprojekt und Werbeträger. Viele Truppengattungen leisteten sich eigene Sport-Mannschaften, und die Spieler trugen daher die Abzeichen ihrer Einheiten.
Bekannte österreichische Spiele im LSV Markersdorf waren (kriegsbedingt nur zeitweise) z. B.: Karl Sesta, Max Merkel, Adolf Huber, Lukas Aurednik, die deutschen Fußballspieler Walter Dzur oder Paul Zielinski. Erwin Nytz (1914–1988), polnischer Fußballspieler, war auf den Fliegerhorst Markersdorf für den örtlichen Luftwaffensportverein ebenfalls eingesetzt.
Der Verein spielte in der Saison 1941/42 in der damaligen, im Cup-System ausgetragenen, Gauliga Niederdonau, konnte jedoch in die Bereichsliga Donau-Alpenland noch nicht aufsteigen. Erst in der Saison 1942/43 erfolgte der Aufstieg. In der Saison 1943/44 belegte der LSV den sechsten Platz, u. a. noch vor Rapid Wien. Durch den Kriegsverlauf bedingt wurde der Verein sportlich schwächer und musste sich aus der obersten Liga zurückziehen.